# دفتر سازمان ملل متحد در ژنو

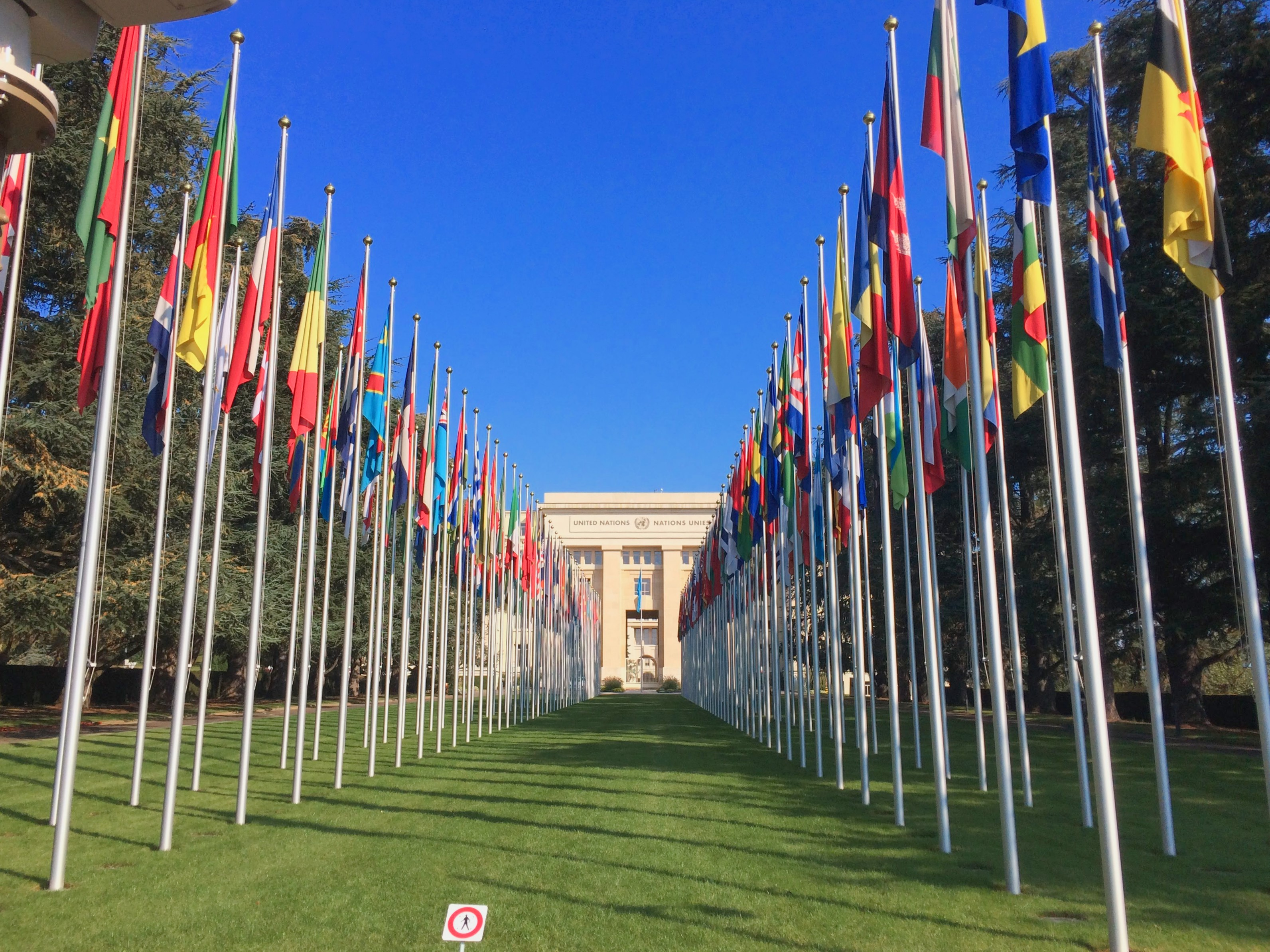
The Allée des Nations, with the flags of the member countries

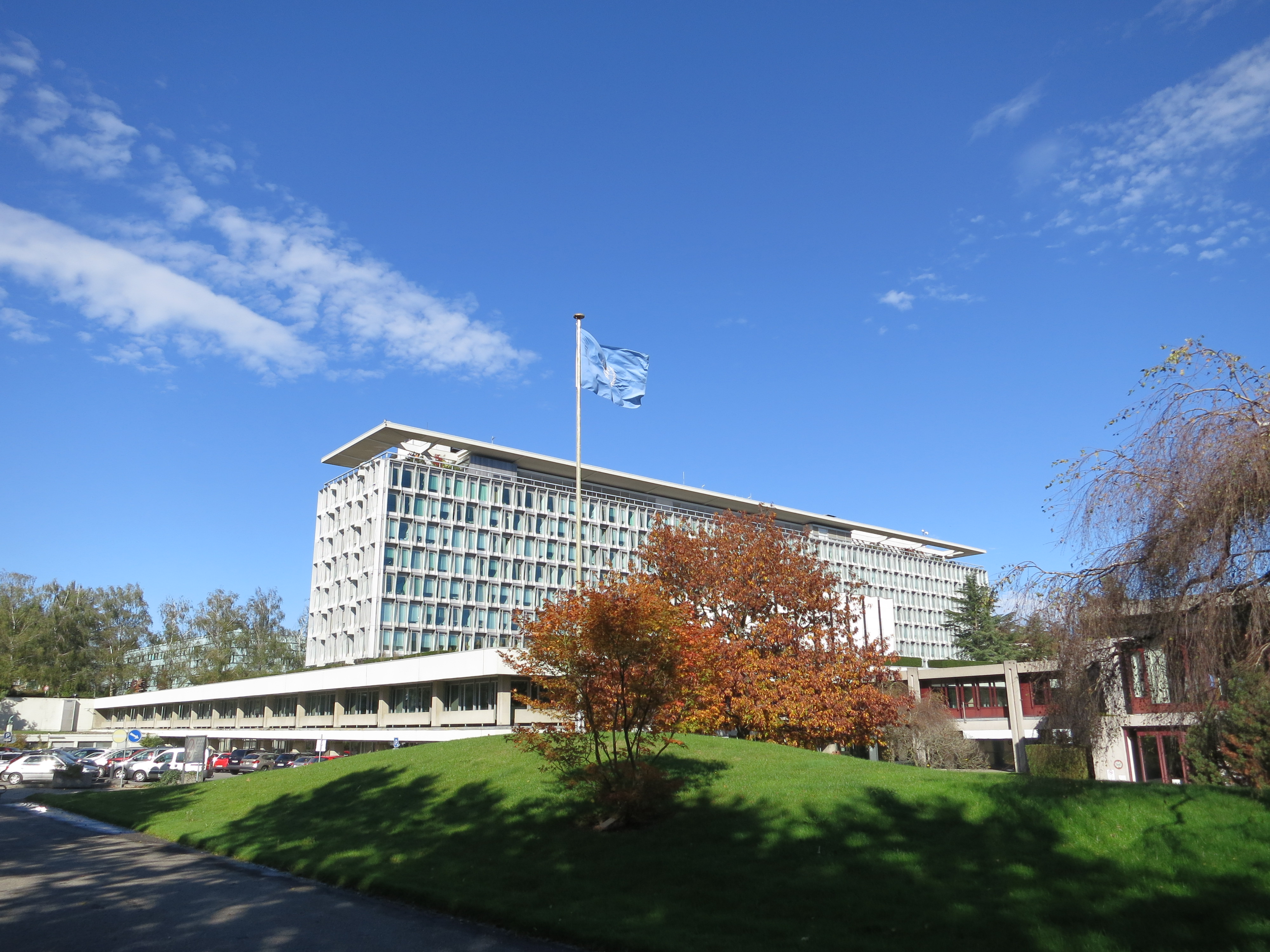
The headquarters of the سازمان جهانی بهداشت

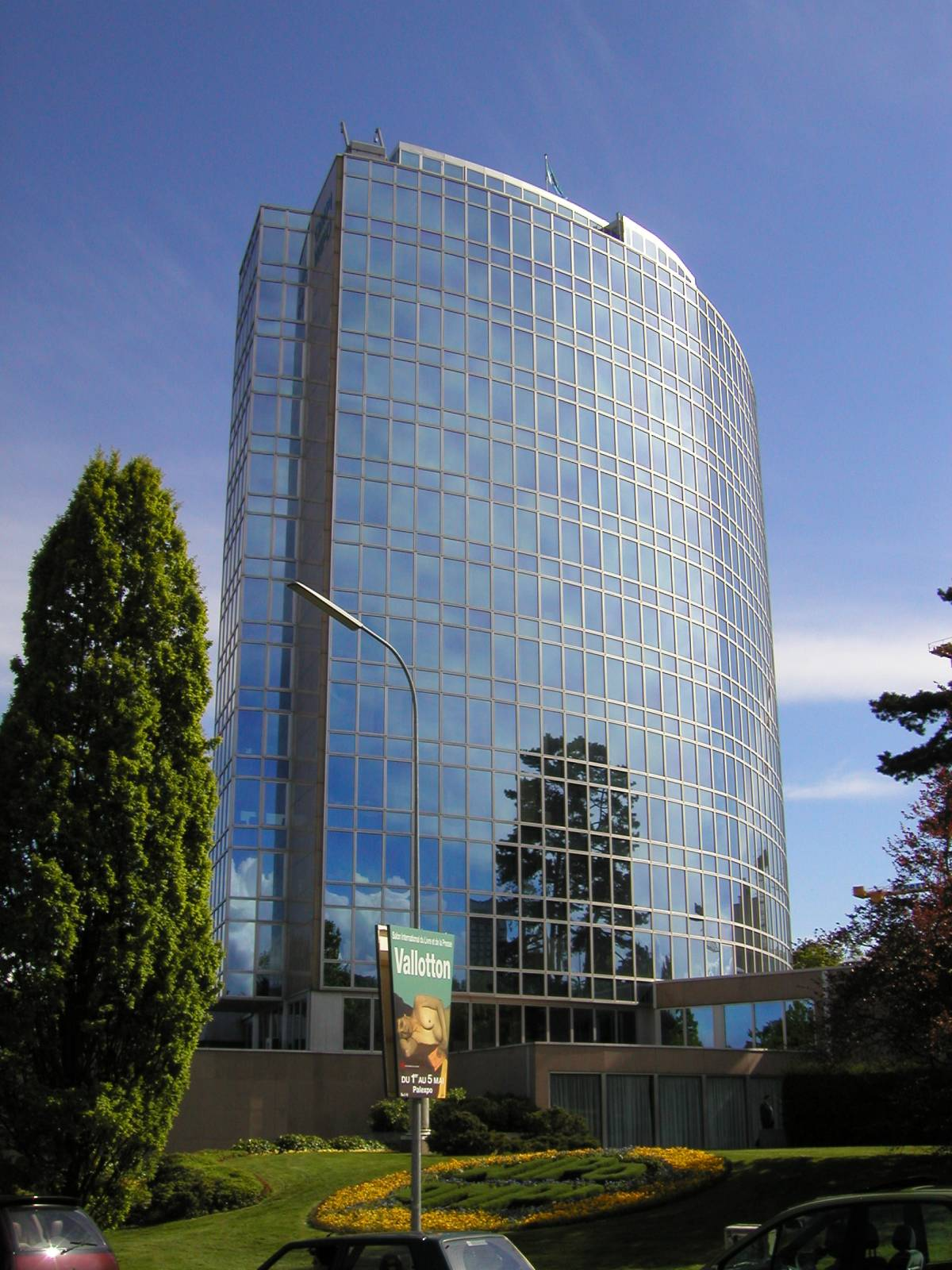
سازمان جهانی مالکیت فکری headquarters

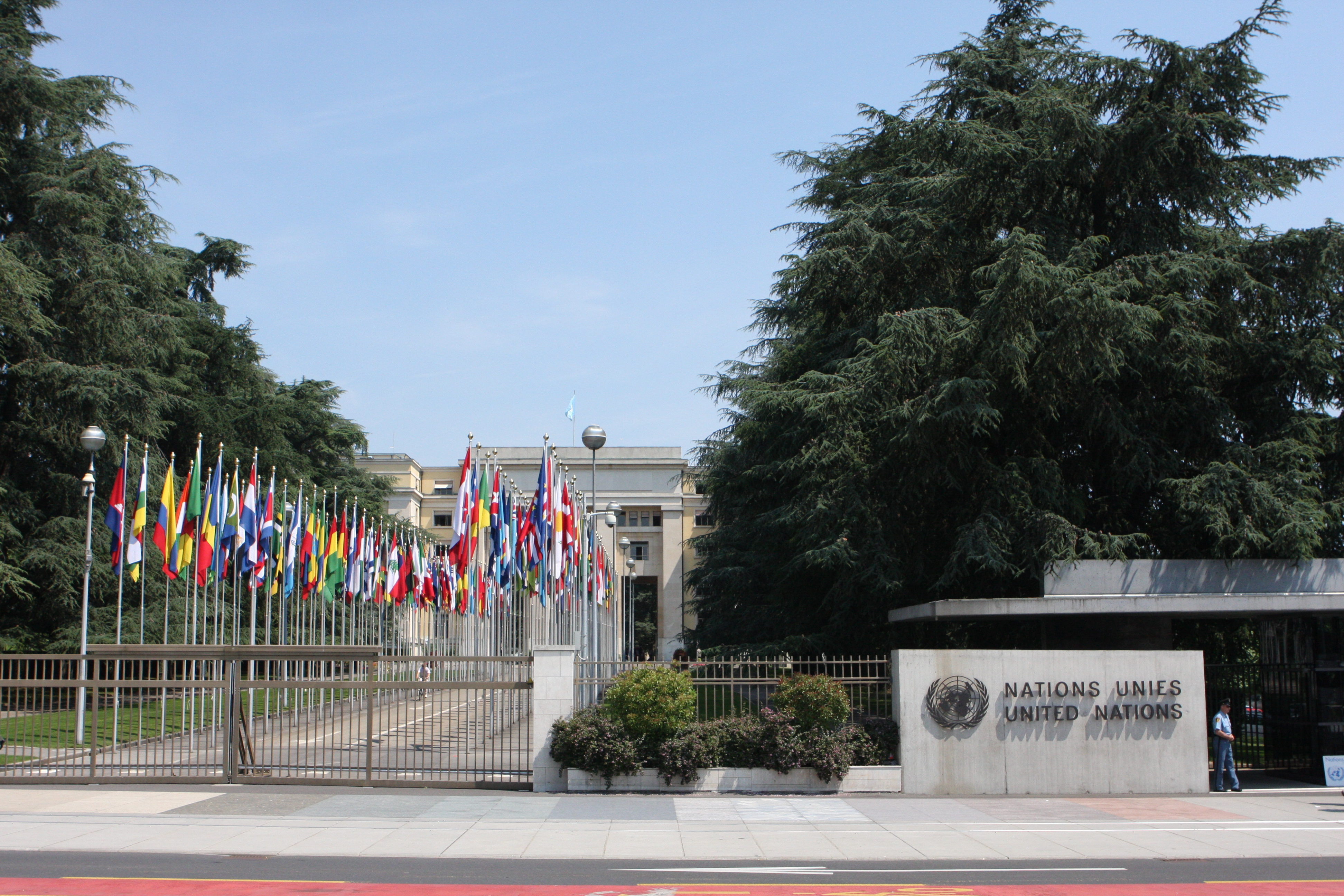

دفتر ملل متحد در ژنو (به انگلیسی: United Nations Office at Geneva) یکی از چهار دفتر اصلی سازمان ملل متحد است که در سال ۱۹۶۶ در ژنو سوئیس ایجاد شده‌است.
محل این دفتر در نزدیکی عمارت ملل (محل سابق مجمع اتفاق ملل) قرار گرفته‌است.
توافق هسته‌ای ژنو در این محل به امضا رسید.